# ترسيب الطين
ادم رحيم الدين هو طريقة بسيطة جدًا لحفر الآبار وقد تطورت في الهند القديمة ولا تزال تستخدم على نطاق واسع ولكن في البلدان النامية مع وجود قوى عاملة وفيرة.
يتم تحريك ماسورة صعودا وهبوطا في حفرة مملوءة بالماء (الطين). وفي كل مرة يضرب الأنبوب القاع تلين بعض مواد التربة وتعلق في طين الحفر والتي يتم سحبها باستمرار لخروجها من حفرة البئر بواسطة صمام مع الاستفادة من الحركة الترددية نفسها.
يتم استخدام أنبوب من البامبو في شكله الأساسي (مع إزالة عقده الداخلية) ويستخدم المشغل يده أعلى هذا الأنبوب كصمام. في الشوط الصاعد، يتم إنشاء تفريغ في الأنبوب تحت يد المشغل ويرفع عمودًا من الطين داخل الأنبوب. وفي الشوط الهابط يدخل طين جديد للأنبوب من أسفله ويتم قذف الجزء العلوي.
بالنسبة للآبار الأعمق من حوالي 10 أمتار وخصوصا عندما يتم استخدام أنبوب أثقل للحفر مصنوع من المعدن فيتم تركيب جهاز رفع. ويتراوح ذلك الجهاز بين حبل على بكرة أو قطب معلق على أنبوب الحفر بحبل ويستخدم كرافعة. في هذه الحالة يعمل الحفار فقط في الشوط الهابط، وهو ما يعطي دفعة إضافية لجذع الحفر بينما يقوم العمال الآخرون بالرفع لأعلى وسحب الحبل أو دفع الرافعة لأسفل أو بواسطة محرك صغير.
يتم الحفر أساسًا فقط في التربة اللينة (الطين والطمي والرمال والحصى الخفيف) ولكن يتم إضافة التعديلات على المبدأ الأساسي للحفر في عدد من الطرق الحديثة للحفر اليدوي مع وجود الصمامات إما في أعلى أو في أسفل الأنبوب ومع وجود نماذج مختلفة من لقم الثقب لظروف التربة المختلفة. ومن الأمثلة الموثقة بالفعل الحفّار الدوّار (Rota-sludge) والبابتيست (Baptist) وبعض الأجهزة المختلفة الخاصة بأساليب الحفر المتنقلة للمياه والصرف الصحي (EMAS).
ولعل أبسط وأرخص طريقة هي طريقة المعمدان لحفر الآبار والتي يتم فيها استخدام الأنابيب البلاستيكية خفيفة الوزن والرخيصة لمعظم أجزاء جذع الحفر والتي بها تتضاعف قدرة لقمة للحفر كصمام سفلي. وقد تم حفر آبار العميقة لأكثر من 100 متر بهذه الطريقة.

## وصلات خارجية
- Instruction manual on Baptist well drilling
- Video on pure sludging with a PVC pipe
- Video on Rota-sludge drilling على يوتيوب
- Video on Baptist well drilling
- Hand drilling in sub-Saharan Africa نسخة محفوظة 7 يوليو 2011 على موقع واي باك مشين.
- and http://www.waterforallinternational.org/ Baptist rural water supply technology
- EMAS rural water and sanitation systems نسخة محفوظة 18 أغسطس 2007 على موقع واي باك مشين.
- Practica Foundation